# Quality by Design
Quality by Design (QbD) ist ein Konzept, welches auf dem Buch Juran on Quality by Design des rumänisch-amerikanischen Wirtschaftsingenieurs Joseph M. Juran basiert. Hierbei handelt es sich um ein Teilgebiet des Qualitätsmanagements, das mehrere Qualitätstests schon während des Produktentstehungsprozesses beinhaltet, wodurch eine gezieltere Fehleridentifizierung und effizientere Fehlerreduktion ermöglicht werden soll. Folglich soll die geforderte Endqualität des Produktes bereits durch gezielte fehlerreduzierende Maßnahmen in der Herstellung erreicht werden.
Das Konzept Quality by Design findet schon seit längerem in den verschiedensten Industriezweigen Verwendung. Erste Hinweise finden sich in den 1970er Jahren beim japanischen Automobilhersteller Toyota, während es heutzutage vor allem in der biotechnologischen und pharmazeutischen Industrie Anklang findet.

## Modell
„Quality cannot be tested into products; it should be built-in or should be by design.“

„Qualität kann nicht durch Prüfung in Produkte [eingebaut werden]; sie sollte eingebaut sein.“

Joseph M. Juran war der Überzeugung, dass man Qualität planen kann, weshalb sämtliche im Nachhinein auftretenden Probleme auf eine fehlerhafte Planung zurückgehen würden. Um diese zu vermeiden, sei es zum einen von großer Bedeutung, ein umfassendes Wissen über Material, Entwicklungs- und Fertigungsprozesse zu besitzen, zum anderen aber auch die Risiken zu kennen und diese richtig einzuschätzen.
Um all diese Forderungen umsetzen zu können, gebe es verschiedene Ansätze, die sich in die Gestaltung, den Entwicklungs- und Herstellungsprozesses (Phase 1–3) und in Risikoeinschätzung und Risikokontrolle (Phase 4–6) unterteilen.

### Phase 1: Produktprofil
In dieser Phase legt man zu Beginn ein Produktprofil (Target Product Profile – TPP) fest, welches alle erforderlichen Eigenschaften, hauptsächlich Qualität, Wirksamkeit und Sicherheit, definiert. Diese sind bezogen auf die Interessen und Bedürfnisse der Kunden.

### Phase 2: Risikoidentifizierung
Daraufhin werden die kritischen Qualitätsattribute (Critical Quality Attributes – CQAs) benannt. Diese stellen beispielsweise physikalische, chemische oder biologische Eigenschaften dar, die sich nur in einem bestimmten Rahmen bewegen können beziehungsweise dürfen.
Diese Eigenschaften besitzen einen großen Einfluss auf die Produktqualität, weshalb sie genauestens erforscht und kontrolliert werden müssen.

### Phase 3: Produkt- und Prozessgestaltung
Hier findet die Entwicklung eines geeigneten Produktprozess statt, der alle zuvor angestrebten Ziele berücksichtigt und umsetzt, um so das gewünschte Produkt produzieren zu können.

### Phase 4: Risikoanalyse und Evaluation
In dieser Phase kommt besonders das Wissen über die verwendeten Materialeigenschaften und des Prozesses zur Geltung, im Besonderen deren Auswirkung aufeinander. Es handelt sich dabei um einen systematischen Vorgang, welcher durch Experimente gestützt ist.

### Phase 5: Risikokontrolle
Die Risikokontrolle bezieht sich auf den gesamten Prozess und berücksichtigt die Variabilität von Material und des Prozesses im Gesamten. Diese Phase steht im engen Kontakt mit der zuvor genannten Phase der Analyse und Evaluation, sodass Materialeigenschaften und Prozessparameter genauestens aufeinander abgestimmt werden können.

### Phase 6: Risikobewertung
Unter der Risikobewertung versteht man einen dauerhaften Kontroll- und Regulierungsprozess, welcher einen permanenten Qualitätsstandard garantiert. Sie stützt sich auf alle bis dahin gewonnenen Informationen aus Produkt- und Prozessverständnisses und verknüpft diese.
Hierbei handelt es sich keinesfalls um einen starren Ablauf von Phasen der Entwicklung, sondern viel mehr um eine ineinander übergreifende Kette von aufeinander abgestimmten Prozessen.

## Anwendung in der pharmazeutischen Industrie
Quality by Design wird in der pharmazeutischen Industrie in höchsten Anteilen bei der Entwicklung und Herstellung von Medikamenten angewendet, aber auch im Zuge der Zulassung neuer Medikamente. Das Konzept wurde zwischen 2009 und 2012 von der U.S. Food and Drug Administration (FDA) in Kooperation mit der European Medicines Agency (EMA) mittels international gültigen Richtlinien in die pharmazeutische Industrie eingeführt. Jedoch wurde schon im Jahre 2006 Quality by Design für das blutzuckerregulierende Medikament Januvia der Firma Merck & Co. erstmals verwendet.

### ICH-Organisation
Das International Council for Harmonisation of Technical Requirements for Pharmaceuticals for Human Use (ICH) ist ein Projekt auf globaler Ebene, welches die Aufsichtsbehörden der Vereinigten Staaten, Japans und Deutschlands (und der Europäischen Union) gemeinsam mit Experten der pharmazeutischen Industrie zusammenbringt, um wissenschaftliche und technische Aspekte der Produktregistrierung in diesem Industriezweig zu besprechen. In diesem Zusammenhang entstanden eine Kooperation mit der FDA und der EMA, welche neuartige Richtlinien hervorbrachten:
- ICH Q8: Pharmaceutical Development: Beschreibt wissenschaftliche und risikobasierte Ansätze für die pharmazeutische Produkt- und Fertigungsprozessentwicklung.

- ICH Q9: Quality Risk Management: Stützt sich im Wesentlichen auf wissenschaftliche Erkenntnisse, um eine Bewertung des Risikos zu erstellen, gleichzeitig sollte das Ausmaß der Anstrengung und Dokumentation in einem angemessenen Verhältnis zum Risiko stehen.

- ICH Q10: Pharmaceutical Quality System: Ist ein Beispiel für Qualitätssicherung durch den gesamten Produktlebenszyklus, welches als Erweiterung der zuvor schon bestandenen GMP-Leitlinien gesehen werden kann.[13]

- ICH Q11: Development and Manufacture of Drug Substances: Beschreibt die Umsetzung von QbD für die Wirkstoffsynthese.

- ICH Q12: Technical and regulatory considerations for pharmaceutical product lifecycle management (Anwendung des holistischen QbD-Ansatzes).